# Сила внутри нас
«Сила внутри нас» (1915) — немой художественный фильм Петра Чардынина. Фильм вышел на экраны 15 ноября 1915 года. Фильм не сохранился.

## Сюжет
Сюжет изложен в журнале «Сине-фоно» (1916). 
Неудачнику Пьеру, начитавшемуся рекламной брошюрки «Сила внутри нас», приснился сон и он жаждет испробовать силу, якобы скрытую в нём.
Во сне он видит свои успехи, когда действует согласно изложенным в книге правилам. Во сне ни одна женщина не может устоять против него. Однако есть и неприятные моменты. Муж одной из обольщённых женщин заставляет Пьера выпить ведро воды.
Пьер просыпается и решает, что лучше не иметь успеха у женщин, чем так страдать. Он с досадой рвёт книгу.

## В ролях
- Николай Башилов — Пьер
- А. Мирский — Козляткин
- Тамара Гедеванова — его жена
- Н. Нигоф — Курносов
- Лидия Триденская — его жена
- Дебчинская — кухарка
- З. Шпор — горничная

## Художественные особенности
В. Вишневский назвал фарс «несколько растянутым» и «тяжеловесным».